# وایتمور هات اسپرینگز (کالیفرنیا)
وایتمور هات اسپرینگز (به انگلیسی: Whitmore Hot Springs) یک منطقهٔ مسکونی در ایالات متحده آمریکا است که در شهرستان مونو، کالیفرنیا واقع شده‌است. وایتمور هات اسپرینگز ۲٬۱۳۹ متر بالاتر از سطح دریا واقع شده‌است.